# Joan Isern Batlló i Carrera
Joan Isern Batlló i Carrera (Setcases, Ripollès, 25 de setembre de 1821 - Madrid, 23 de gener de 1866) va ser un botànic català.
Va iniciar estudis eclesiàstics a Girona, però traslladat a Barcelona, va fer classes de Botànica a l'Escola de la Junta de Comerç, on va ser alumne de Miguel Colmeiro. En 1847, abandona els estudis eclesiàstics i ingressa en la Facultat de Medicina de la Universitat de Barcelona.
Es va desplaçar a Madrid i des de 1851 va treballar en el Museu de Ciències Naturals. En 1854 va obtenir el grau de Batxiller en Medicina i Cirurgia per la Universitat Central. Va participar també en les campanyes per realitzar el Mapa Geològic d'Espanya, i va ser amic del polític Pascual Madoz. En 1856 es va casar amb Tomasa del Olmo.
En 1862 Isern va ser proposat com a botànic principal d'una expedició polític-militar en la qual també anava a participar un grup de naturalistes: la Comissió Científica del Pacífic (1862-1865), la més important expedició ultramarina de l'Espanya d'Isabel II. Va viatjar, juntament amb altres naturalistes, per Canàries, Cap Verd, Brasil, Uruguai, Argentina, Xile, Bolívia, Perú i l'Equador. Quan es va ordenar la suspensió de l'expedició científica, en refredar-se la relació entre els països del Pacífic amb la seva antiga metròpoli, Isern, juntament amb Francisco de Paula Martínez y Sáez, Marcos Jiménez de la Espada i Manuel Almagro, van decidir seguir sense comptar ja amb l'ajuda oficial i van continuar el seu treball al territori americà, durant el qual va contreure una malaltia tropical quan explorava el riu Napo, raó per la qual va morir el 23 de gener de 1866 a Madrid, dues setmanes després d'haver arribat a la Península.